# 消费者报告
《消费者报告》（英語：Consumer Reports）是一本消费品测评类杂志，由非营利组织美国消费者联盟（CU）在1936年创立。《消费者报告》根据内部测试实验室和调查研究中心的报告和结果，对消费品和服务的进行评估和比较。作为非盈利组织，该杂志没有股东，也不接受广告，测试用产品均为自费购买。截至2016年4月，它拥有约700万订阅用户，其中380万为印刷版订阅者，320万为数字版订阅者，年度测试预算约2500万美元。

## 外部連結
- 官方网站